# Rhizocarpon drepanodes
Rhizocarpon drepanodes är en lavart som beskrevs av Tassilo Feuerer. Rhizocarpon drepanodes ingår i släktet Rhizocarpon, och familjen Rhizocarpaceae. Arten är reproducerande i Sverige.